# Bomolocha rufescens
Bomolocha rufescens là một loài bướm đêm trong họ Noctuidae.